# Léninaoul
Léninaoul (en russe: Ленинаул; littéralement aoul de Lénine) est un village ou aoul du Daghestan (fédération de Russie) dépendant du raïon de Kazbek. Sa population était de 8 340 habitants en 2010.

## Géographie
Le village se trouve à 511 mètres d'altitude dans la vallée de la rivière Aktach sur sa rive gauche, en face de Kalininaoul, et à 17 km au sud de Khassaviourt.

## Histoire
Jusqu'en 1944, le village s'appelait Aktach-Aoukh. Il comptait 1 836 habitants en 1926, dont la majorité avait été installée ici de Tchétchénie à l'époque de l'Empire russe, comme le village voisin de Kalininaoul (à l'époque Yourt-Aoukh). Lorsqu'en 1944, Staline décida de punir collectivement les peuples soupçonnés d'avoir été en faveur de l'Allemagne nazie, il fit déporter les Tchétchènes en Asie centrale par trains entiers, au nombre desquels les habitants de ces villages. Ils furent remplacés par des Avars du village voisin d'Almak.
Les Ingouches et les Tchétchènes retrouvèrent la permission de vivre à nouveau dans leurs lieux d'origine au Caucase, en 1956. Cependant les autorités locales de la république socialiste soviétique autonome du Daghestan refusèrent le retour Tchétchènes dans leurs villages d'origine. Ceux-ci furent contraints au fil des années de racheter leurs anciennes maisons aux Avars. Les conflits entre les deux populations étaient aigus entre 1989 et 1991 dans ce district, car les Avars redoutaient que les Tchétchènes (ou leur sous-groupe ethnique des Akkiens) ne revendiquent des changements de frontière en leur faveur, la Tchétchénie étant limitrophe. Finalement les pouvoirs locaux décidèrent le 24 septembre 1991 de rendre certaines parcelles de terre aux Tchétchènes, ce qui mit fin aux désordres. Les Tchétchènes représentent aujourd'hui près de 40 % de la population du village et les Avars environ 60 %.

## Illustrations

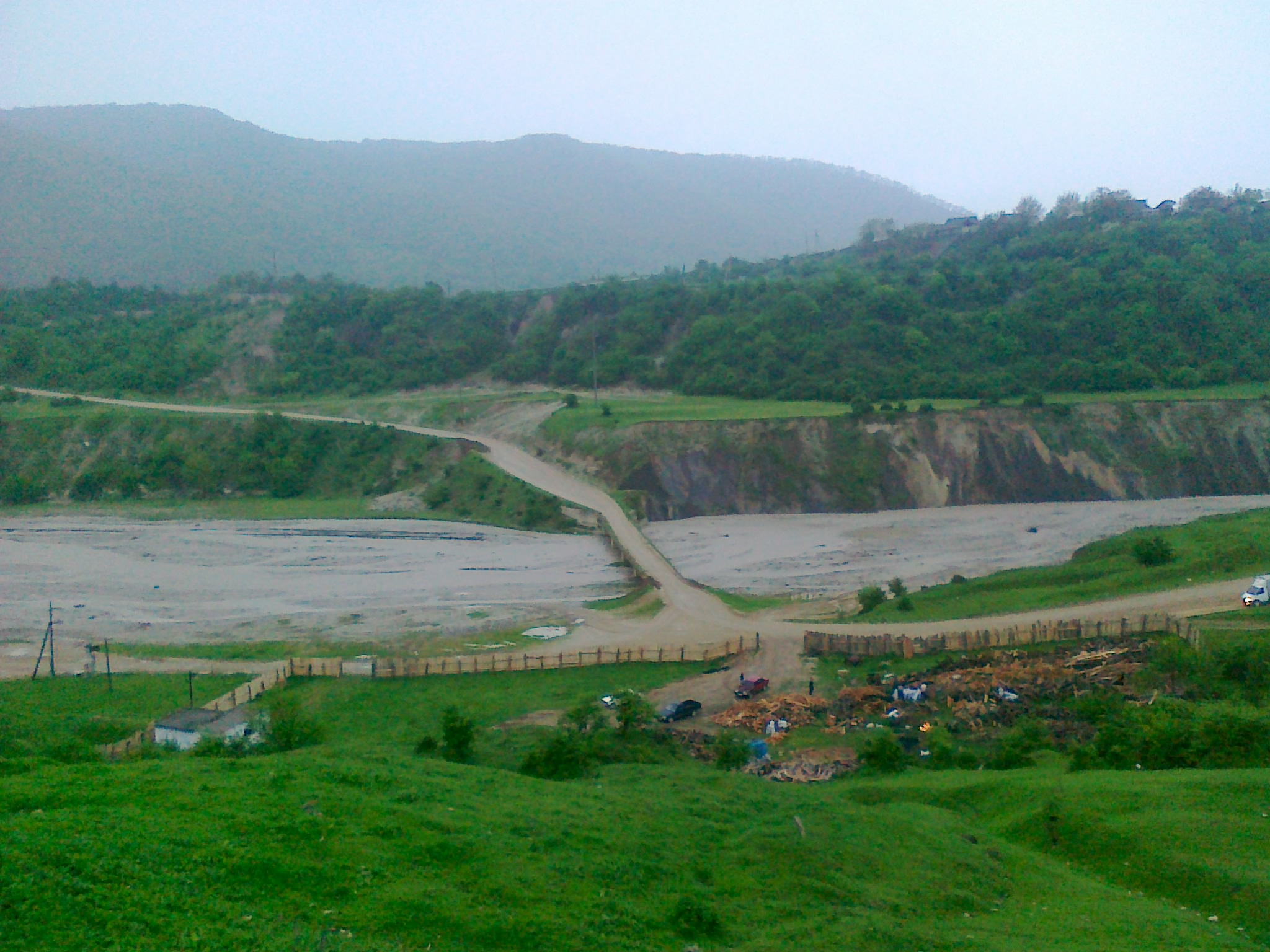
Pont sur l'Aktach reliant Kalininaoul et Léninaoul.
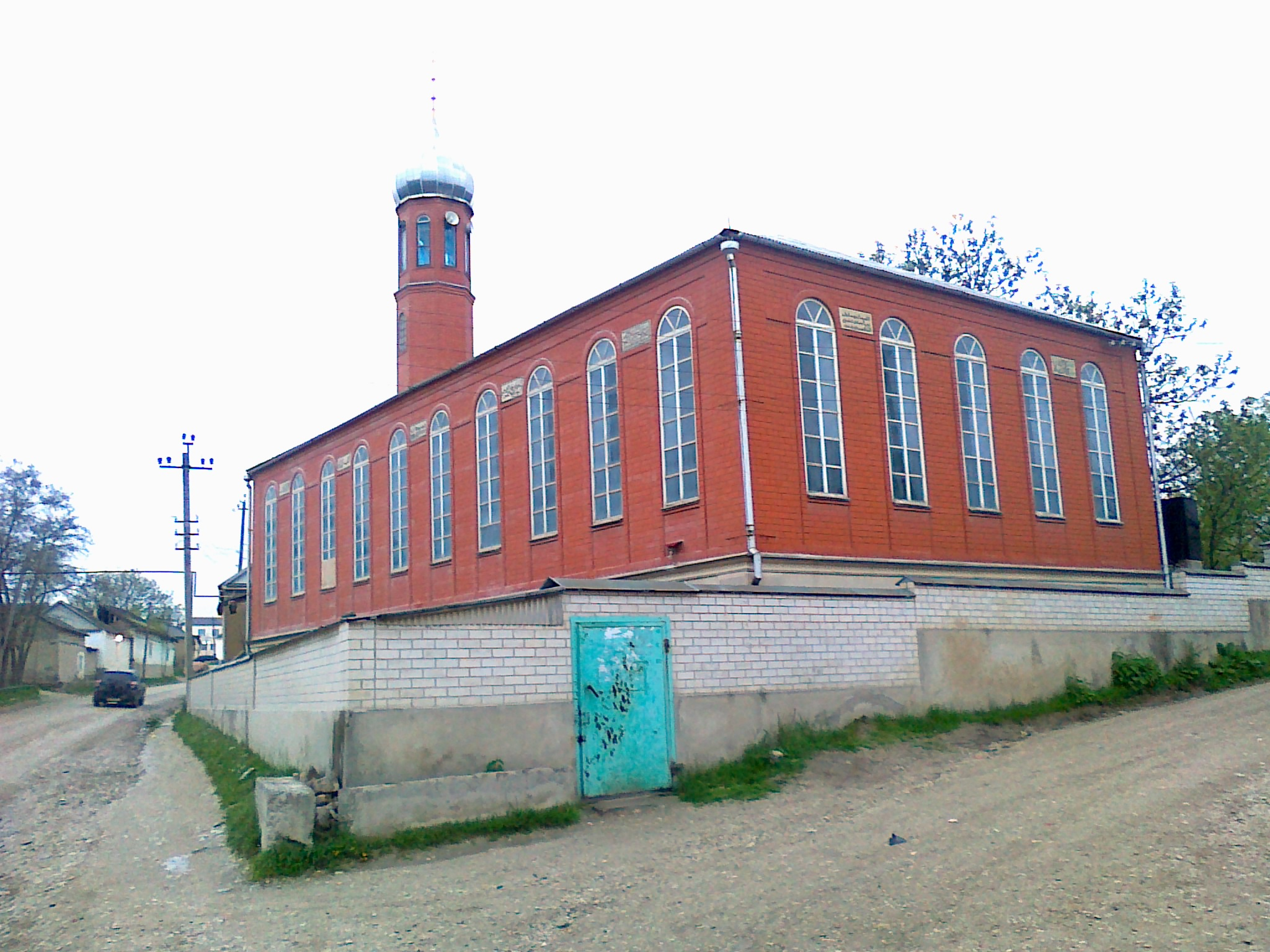
Nouvelle mosquée de Léninaoul.
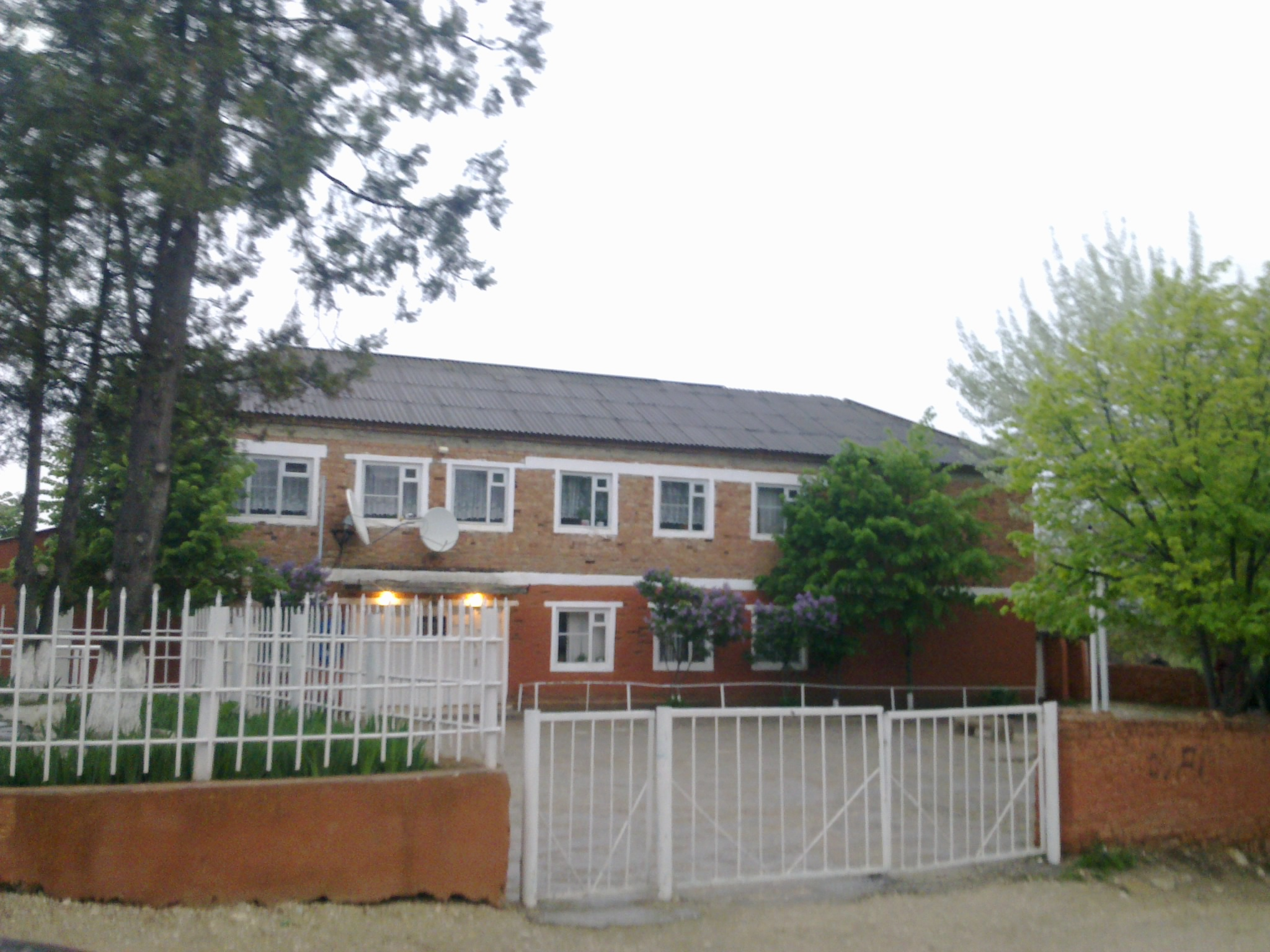
École primaire et secondaire n° 2 de Léninaoul.
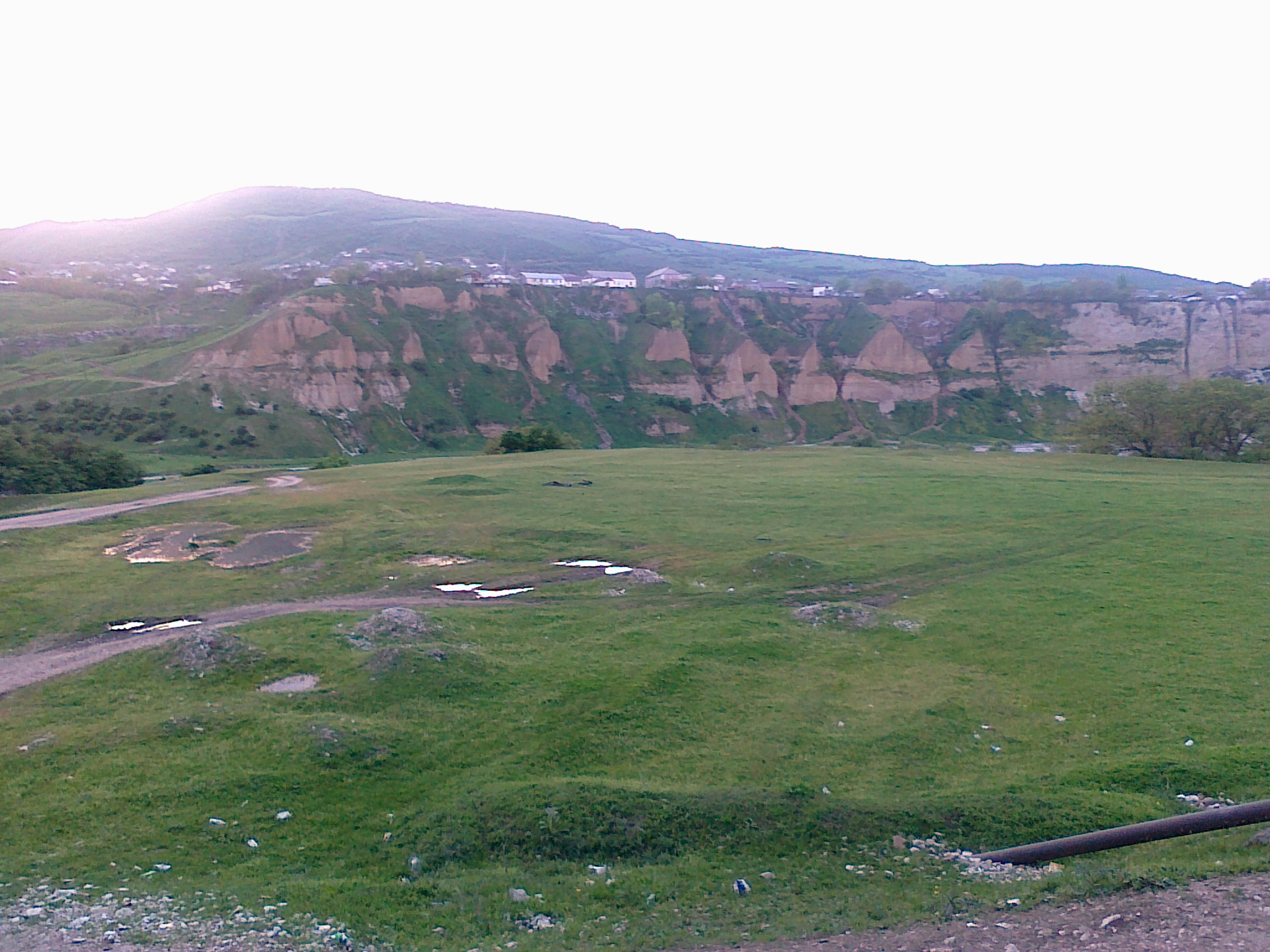
Le village de Léninaoul au-dessus des falaises.